# Сецеборовиці
Сецеборовиці (пол. Siecieborowice) — село в Польщі, у гміні Олава Олавського повіту Нижньосілезького воєводства. Населення — 190 осіб (2011).
У 1975—1998 роках село належало до Вроцлавського воєводства.

## Демографія
Демографічна структура станом на 31 березня 2011 року:
|          | Загалом | Допрацездатний вік | Працездатний вік | Постпрацездатний вік |
| -------- | ------- | ------------------ | ---------------- | -------------------- |
| Чоловіки | 92      | 22                 | 64               | 6                    |
| Жінки    | 98      | 18                 | 62               | 18                   |
| Разом    | 190     | 40                 | 126              | 24                   |